# Richard Westbrook
Richard Westbrook (Chelmsford, 10 luglio 1975) è un pilota automobilistico britannico che milita nel campionato Endurance, vincitore della 12 ore di Sebring 2013 su Corvette C6.R e della 24 ore di Daytona 2018 su Ford GT.
Nell'arco della sua carriera inoltre, si è piazzato tre volte a podio a Daytona, è arrivato 4 volte terzo a Le Mans e si è classificato nel Campionato IMSA WeatherTech SportsCar 3 volte secondo e una volta terzo.

## Carriera
Dopo anni passati in monoposto dove ha vinto l'Austria Formula 3 Cup nel 1996 è passato alle corse GT. Nel 2002 entra nel mondo Porsche, due anni più tardi vince il campionato britannico e nel 2006 e 2007 vince la Porsche Supercup. Nel 2008 diventa pilota ufficiale della Porsche, nel 2009 vince con il marchio tedesco il Campionato FIA GT nella classe GT2. Sempre con la Porsche partecipa a tre 24 Ore di Daytona dove nel 2008 ottiene un secondo posto di classe, inoltre nel 2010 esordisce anche alla 24 Ore di Le Mans con Scuderia Italia ed arriva terzo nella classe GT2.
Dal 2011 entra nel orbita della Corvette e nel 2014 esordisce nel Campionato IMSA WeatherTech SportsCar classe prototipi. In due anni con la Corvette ottiene due vittorie nella 6 Ore di Watkins Glen e una a Laguna Seca.
Nel 2016 si unisce al Chip Ganassi Racing guidando la Ford GT nella classe GTLM. In quattro stagioni nell'IMSA WeatherTech SportsCar ottiene otto vittorie e chiude secondo in classifica sia nel 2016 e 2018, mentre nel 2019 ha vinto la Michelin Endurance Cup insieme a Ryan Briscoe.
Dal 2022 ritorna a correre per la Cadillac, partecipando sempre al Campionato IMSA WeatherTech SportsCar ma nella classe DPi con JDC-Miller MotorSports. L'anno seguente viene scelto dal team Chip Ganassi Racing per competere nel Mondiale Endurance con la nuova Cadillac V-LMDh insieme a Earl Bamber e Alex Lynn.

## Palmarès
- Austria Formula 3 Cup: 1
1996
- Porsche Carrera Cup Great Britain: 1
2004
- Porsche Supercup: 2
2006-2007
- Campionato FIA GT: 1
2009
- 24 Ore di Daytona: 1
2018 su Ford GT
- Michelin Endurance Cup: 1
2019 con Ryan Briscoe[3]

## Risultati

### Risultati Campionato IMSA
| Anno    | Team                     | Classe | Auto                         | 1      | 2      | 3     | 4     | 5     | 6     | 7     | 8     | 9     | 10    | 11    | 12  | Punti | Pos. |
| ------- | ------------------------ | ------ | ---------------------------- | ------ | ------ | ----- | ----- | ----- | ----- | ----- | ----- | ----- | ----- | ----- | --- | ----- | ---- |
| 2014    | Spirit of Daytona Racing | P      | Coyote Corvette DP           | DAY 4  | SEB 10 | LBH 5 | LGA 5 | DET 2 | WGL 1 | MOS 2 | IMS 3 | ELK 4 | COA 6 | PET 7 |     | 318   | 3°   |
| 2015    | Spirit of Daytona Racing | P      | Coyote Corvette DP           | DAY 3  | SEB 3  | LBH 3 | LGA 1 | DET 5 | WGL 1 | MOS 4 | ELK 5 | COA 3 | PET 5 |       |     | 306   | 2°   |
| 2016    | Ford Chip Ganassi Racing | GTLM   | Ford GT                      | DAY 9  | SEB 5  | LBH 4 | LGA 1 | WGL 1 | MOS 1 | LIM 3 | ELK 2 | VIR 4 | COA 9 | PET 7 |     | 328   | 2°   |
| 2017    | Ford Chip Ganassi Racing | GTLM   | Ford GT                      | DAY 10 | SEB 4  | LBH 2 | COA 6 | WGL 2 | MOS 3 | LIM 5 | ELK 3 | VIR 2 | LGA 5 | PET 8 |     | 306   | 4°   |
| 2018    | Ford Chip Ganassi Racing | GTLM   | Ford GT                      | DAY 1  | SEB 4  | LBH 2 | MDO 5 | WGL 6 | MOS 1 | LIM 6 | ELK 1 | VIR 7 | LGA 6 | PET 5 |     | 316   | 2°   |
| 2019    | Ford Chip Ganassi Racing | GTLM   | Ford GT                      | DAY 4  | SEB 6  | LBH 6 | MDO 5 | WGL 3 | MOS 5 | LIM 1 | ELK 1 | VIR 5 | LGA 6 | PET 2 |     | 313   | 4°   |
| 2021    | TF Sport                 | GTD    | Aston Martin Vantage AMR GT3 | DAY 7  | SEB    | MDO   | DET   | WGL   | WGL   | LIM   | ELK   | LGA   | LBH   | VIR   | PET | 259   | 52°  |
| 2022    | JDC-Miller MotorSports   | DPi    | Cadillac DPi-V.R             | DAY 3  | SEB 2  | LBH 3 | LGA 4 | MDO 6 | DET 5 | WGL 7 | MOS 5 | ELK 5 | PET 7 |       |     | 2979  | 6°   |
| 2023    | Cadillac Racing          | GTD    | Cadillac V-LMDh              | DAY 4  | SEB    | LBH   | LGA   | WGL   | MOS   | ROA   | IMS   | PET   |       |       |     | 306   | 21°  |
| 2024    | JDC-Miller MotorSports   | GTP    | Porsche 963                  | DAY 6  | SEB 11 | LBH 7 | LGA 8 | DET 8 | WGL 9 | ELK 6 | IMS   | PET   |       |       |     | 1786  | 10°  |
| Legenda |                          |        |                              |        |        |       |       |       |       |       |       |       |       |       |     |       |      |

*Stagione in corso.

### Risultati mondiale endurance
| Anno    | Squadra         | Classe    | Vettura             | SIL | FUJ | SHA | BHR | COA | SPA | LMS | BHR | Punti | Pos. |
| ------- | --------------- | --------- | ------------------- | --- | --- | --- | --- | --- | --- | --- | --- | ----- | ---- |
| 2019-20 | Aston Martin    | LMGTE Pro | Vantage AMR         |     |     |     |     |     |     | 3   | 4   | 48    | 10º  |
| Anno    | Squadra         | Classe    | Vettura             | SPA | ALG | MON | LMS | BHR | BHR |     |     | Punti | Pos. |
| 2021    | Glickenhaus     | LMH       | Glickenhaus 007 LMH |     | 4   | 3   | 5   |     |     |     |     | 53    | 4°   |
| Anno    | Squadra         | Classe    | Vettura             | SEB | SPA | LMS | MON | FUJ | BHR |     |     | Punti | Pos. |
| 2022    | Glickenhaus     | LMH       | Glickenhaus 007 LMH |     |     | 3   |     |     |     |     |     | -     | NC   |
| Anno    | Squadra         | Classe    | Vettura             | SEB | ALG | SPA | LMS | MON | FUJ | BHR |     | Punti | Pos. |
| 2023    | Cadillac Racing | Hypercar  | Cadillac V-LMDh     | 4   | 4   | 5   | 3   | 10  | 10  | 11  |     | 72    | 5°   |
| Legenda |                 |           |                     |     |     |     |     |     |     |     |     |       |      |

* Stagione in corso.

### Risultati 24 Ore di Le Mans

Westbrook su Glikehaus 007 LMH alla 24 ore di Le Mans, dove è giunto terzo assoluto

| Anno | Team                       | Co-pilota                    | Vettura                  | Classe   | Giro | Pos. | Class pos. |
| ---- | -------------------------- | ---------------------------- | ------------------------ | -------- | ---- | ---- | ---------- |
| 2010 | BMS Scuderia Italia        | Marco Holzer Timo Scheider   | Porsche 997 GT3-RSR      | GT2      | 327  | 14°  | 3°         |
| 2011 | Corvette Racing            | Oliver Gavin Jan Magnussen   | Chevrolet Corvette C6.R  | GTE Pro  | 211  | DNF  | DNF        |
| 2012 | Corvette Racing            | Oliver Gavin Tommy Milner    | Chevrolet Corvette C6.R  | GTE Pro  | 215  | NC   | NC         |
| 2013 | Corvette Racing            | Oliver Gavin Tommy Milner    | Chevrolet Corvette C6.R  | GTE Pro  | 309  | 22°  | 7°         |
| 2014 | Corvette Racing            | Oliver Gavin Tommy Milner    | Chevrolet Corvette C7.R  | GTE Pro  | 333  | 20°  | 4°         |
| 2016 | Ford Chip Ganassi Team USA | Ryan Briscoe Scott Dixon     | Ford GT                  | GTE Pro  | 340  | 20°  | 3°         |
| 2017 | Ford Chip Ganassi Team USA | Ryan Briscoe Scott Dixon     | Ford GT                  | GTE Pro  | 337  | 24°  | 7°         |
| 2018 | Ford Chip Ganassi Team USA | Ryan Briscoe Scott Dixon     | Ford GT                  | GTE Pro  | 309  | 39°  | 14°        |
| 2019 | Ford Chip Ganassi Team USA | Ryan Briscoe Scott Dixon     | Ford GT                  | GTE Pro  | 341  | 24°  | 5°         |
| 2020 | Aston Martin Racing        | Marco Sørensen Nicki Thiim   | Aston Martin Vantage AMR | GTE Pro  | 343  | 22°  | 3°         |
| 2021 | Glickenhaus Racing         | Ryan Briscoe Romain Dumas    | Glickenhaus SCG 007 LMH  | LMH      | 364  | 5°   | 5°         |
| 2022 | Glickenhaus Racing         | Ryan Briscoe Franck Mailleux | Glickenhaus SCG 007 LMH  | LMH      | 375  | 3°   | 3°         |
| 2023 | Cadillac Racing            | Alex Lynn Earl Bamber        | Cadillac V-LMDh          | Hypercar | 340  | 3°   | 3°         |